# Rózsafy Mátyás
Rózsafy Mátyás (Ruzicska; Rózsafi; Rózsaffy; angolul: Matthias Ernest Rozsafy, Ernest M. Rosafy) (Rév-Komárom, 1828. november 29. – Washington, USA, 1893. május 6.) magyar újságíró, a magyar nyelvű Szabadság című amerikai lap egyik alapítója, az 1848–49-es magyar szabadságharc és az amerikai polgárháború katonája.

## Életútja
A cseh származású Ruzicska Mátyás és Maczl Terézia házasságából született. A fiút is Ruzicska Mátyásnak hívták, de ő a korszak magyarosító mozgalmainak hatására idegen eredetű nevét magyarosította Rózsafira, majd Rózsafyra. Tanulmányait szülővárosában végezte, igen jó tanuló volt, papi pályára készült, így 15 éves korában az esztergomi érsekség szemináriumában tanult, tehetségére itt is felfigyeltek, amelynek eredményeképp Kopácsy József esztergomi érsek a híres bécsi Pázmáneum papnevelő intézetbe küldte. Itt tanultak a magyar katolikus egyházmegyék legjelesebb diákjai.
Rózsafy huszadik éves volt, amikor kitört az 1848–49-es forradalom és szabadságharc, ekkor a hazafias érzelmű diákok mind otthagyták az iskolákat és a forradalom, majd a szabadságharc segítségére siettek. Rózsafy is hazament Komáromba, s ott barátjával, Makk József tüzérezredessel megalapította a Komáromi Értesítő című napilapot. A napilap első száma 1849. január 9-én jelent meg, Rózsafy július 4-ig szerkesztette, ekkor a Komáromi Lapok váltotta fel. A lapba majdnem mindent Rózsafy írt, később, amikor a komáromi vár és Komárom városa körül volt zárva, megszépített, jó híreket is adott közre, hogy a lakosság lelkesedését ébren tartsa. A lapról Kossuth Lajos is elismeréssel nyilatkozott. Összesen 98 szám jelent meg, egyetlen teljes példányát a Magyar Nemzeti Múzeum őrzi.
Makk József őrnagy heves természetű katona volt, aki nem mindig engedelmeskedett feljebbvalói parancsának, ezért árulás gyanújába keveredett, s börtönbe zárták. Makk József barátját, Rózsafyt kérte meg, hogy keresse fel az akkor már folyton vándorló kormányt, hogy szabadon bocsátását engedélyezze. Rózsafy Világosnál találta meg a kormányt, ki is eszközölte a kegyelmet Makk Józsefnek, de mire visszatért Komáromba, erre már nem volt szükség, időközben Klapka György kiengedte a börtönből, rangját is visszaadta.
1849. október 4-én, Komárom feladása után Rózsafy és Makk nem fogadták el a katonáknak felajánlott menlevelet, együtt elmentek Itáliába és ott éltek. Több más magyar menekülttel együtt terveket kovácsoltak arra vonatkozóan, hogy lehetne mégis kivívni Magyarország szabadságát, arra gondoltak, ha Ausztriában, Észak-Itáliában (ekkor még a Habsburg Birodalomhoz tartozott) és Magyarországon egyidejűleg törnének ki a forradalmak, az járható út lenne. Kossuth Lajos ekkor már a kisázsiai Kutahiában élt száműzetésben, és ott próbálták megnyerni a tervnek. Rózsafy 1850 decemberében levelet írt Kossuthnak, Kossuth eleinte habozott, de később sikerült őt meggyőzni. Kossuth 1851. március 21-én írt Rózsafynak és küldött neki 200 török piasztert útiköltségre, kérte, hogy látogassa meg. Makk is Rózsafyval ment, átmentek Kisázsiába, s Kutaihától nem messze Brusszában tárgyaltak Kossuth Lajossal. Innen Rózsafy Kutaihába ment, ahol nyolc napig Kossuth vendége volt. 
1851. június végén egy Walter Gould nevű amerikai festő látogatott Kossuthhoz szolgálója kíséretében, ezen szolgáló Makk József ezredes volt, aki aztán újra hosszas tárgyalásokat folytatott Kossuth Lajossal a tervezett forradalmakról, és meg is kapta Kossuth felhatalmazását. (Kossuth saját kezével írt hosszú meghatalmazása Makk halála után Rózsafy Mátyás birtokába került, melyet ő aztán a Pittsburghben élő Koháry Sándor üzletembernek ajándékozott.) Továbbá levelet küldött Makk által Figyelmessy Fülöpnek, hogy ő is vegyen részt a forradalmak előkészítésében. Így jött létre a Makk-féle összeesküvés, amelyet az osztrák rendőrség hamar felfedezett, s mintegy 100 ártatlan „összeesküvő” kivégzése következett, a fő szervezők, Makk, Rózsafy, Figyelmessy külföldre menekültek. Rózsafynak ez alig sikerült, mert hazament szüleihez, nővéreihez elbúcsúzni, ekkor elfogták, halálra ítélték, másnap kellett volna a kivégzésnek megtörténnie, de valahogyan női ruhában sikerült elhagynia Komáromot. Szüleit többé nem látta.
Rózsafy Londonban találkozott Makk Józseffel, Figyelmessyvel, megvárták az Amerikából visszatérő Kossuth Lajost, de további terveik ezúttal nem voltak. 1854-ben Rózsafy feleségül vett egy angol lányt, akivel 1858-ban az Amerikai Egyesült Államokba költözött, ahol egy ideig New Yorkban élt, majd gazdálkodással foglalkozott Észak-Karolinában, egy Fair Oaks nevű ültetvényen. Rózsafy az amerikai polgárháborúban John Pope tábornok hadosztályában a nyugat-virginiai első könnyű tüzérezred kapitánya lett, később a hadianyag-ellátásért felelt, és mint címzetes őrnagy szerelt le.
A polgárháború után Észak-Karolinában farmját művelte,  szomszédja volt Makk József, aki később itt is halt meg 1868-ban Rózsafy karjaiban. 1874 után Washingtonba költözött családjával, ahol a statisztikai hivatalban volt állása, később saját szabadalmi irodát nyitott. 1893. május 8-án halt meg Washingtonban, ahol a washingtoni Arlingtoni Nemzeti Temetőben helyezték örök nyugalomra. Feltehetően több leszármazottja ma is él Washingtonban.

## Munkássága az amerikai magyarokért
Az amerikai magyarok közösségi életében mindig részt vett, egyik első alapítója volt az 1865-ben alakult New York-i Magyar Egyletnek. 1891 júliusában egyik díszelnöke volt az Ohio állambeli Clevelandben tartott Kossuth-ünnepély bizottságának. Gyakran írt az Erdélyi Sz. Gusztáv által szerkesztett Amerikai Nemzetőr-be is.
Joggal tekinthető az amerikai magyar nyelvű újságírás úttörőjének, mivel hosszú éveken át nemcsak tudósította a magyarországi lapokat az amerikai magyar eseményekről, de maga is írt magyarországi lapba, (Komárom 1848-49-es eseményeiről a Hazánk közölte írását 1887-ben), hanem neki volt a legnagyobb része abban is, hogy 1891-ben Kohányi Tihamér szerkesztésében megindulhatott Clevelandben a Szabadság című lap, először mint hetilap. Ez az újság, már mint napilap, 1971-ben ünnepelte fennállásának 80. évfordulóját.

## Rózsafy és Szinnyei
Kapcsolatban volt ifjú korában Szinnyei József bibliográfussal, mindketten komáromiak voltak, Szinnyeinek háztanítója volt Rózsafy, egyszerre szolgálták Komárom és a Komáromi Vár védelmét a magyar szabadságharcban. Sok történetet ismert Szinnyei a fiatal, eszes Ruzicska Matyiról, mert akkor még úgy hívták. Például elmeséli Szinnyei, hogy egy alkalommal a komáromi arénában német színészek előadták Körner Zrínyi című drámáját német nyelven, s Rózsafy az előadás után pontosan emlékezett az egész darabra, s diáktársai nagy örömére lefordította magyar nyelvre.

Szinnyei emlékezett meg szócikkében arról, hogy Rózsafy 1884-ben levelet írt Komárom város vezetőségéhez, azt kérve benne, hogy gondozzák elhunyt szüleinek sírját. A levél a Komárom és Vidéke 1884 augusztus 31-i számában jelent meg.